# Форум Вільних Народів Постросії
Форум Вільних Держав Постросії (назва до серпня 2023 — Форум Вільних Народів Постросії, назва до вересня 2022 — Форум Вільних Народів Росії) — міжнародна спільнота та громадська платформа, що об'єднує лідерів рухів поневолених націй та регіонів сучасної Росії та представників політичного, дипломатичного, медійного та аналітичного істеблішменту вільних держав світу з метою мирної та ненасильницької деколонізації, деімперіалізації, демілітаризації та денуклеаризації сучасної Росії. Фактична мета — розпад Росії. 17 березня 2023 року Форум було визнано небажаною організацією в Росії.

## Ідея
Ідея створення Форуму для діалогу та консолідації виникла як відповідь на посилення авторитарно-тоталітарних практик путінізму та рашизму після початку повномасштабної війни Росії та Білорусі проти України (з 2022). Платформа Форуму заснована навесні 2022 Олегом Магалецьким та іншими учасниками, як альтернатива імперським, москво-центричним «лібералам», що прагнуть монополізувати будь-яку опозицію путінському режиму, зокрема через Форум вільної Росії, що проводиться у Вільнюсі з 2017 року.

## Місія та цілі
Представники Форуму вважають, що всі народи Росії є окупованими режимом рашистів, тому мають системно працювати над власним звільненням та здобуттям повного суверенітету, включно з незалежністю.
Фактична мета Форуму:

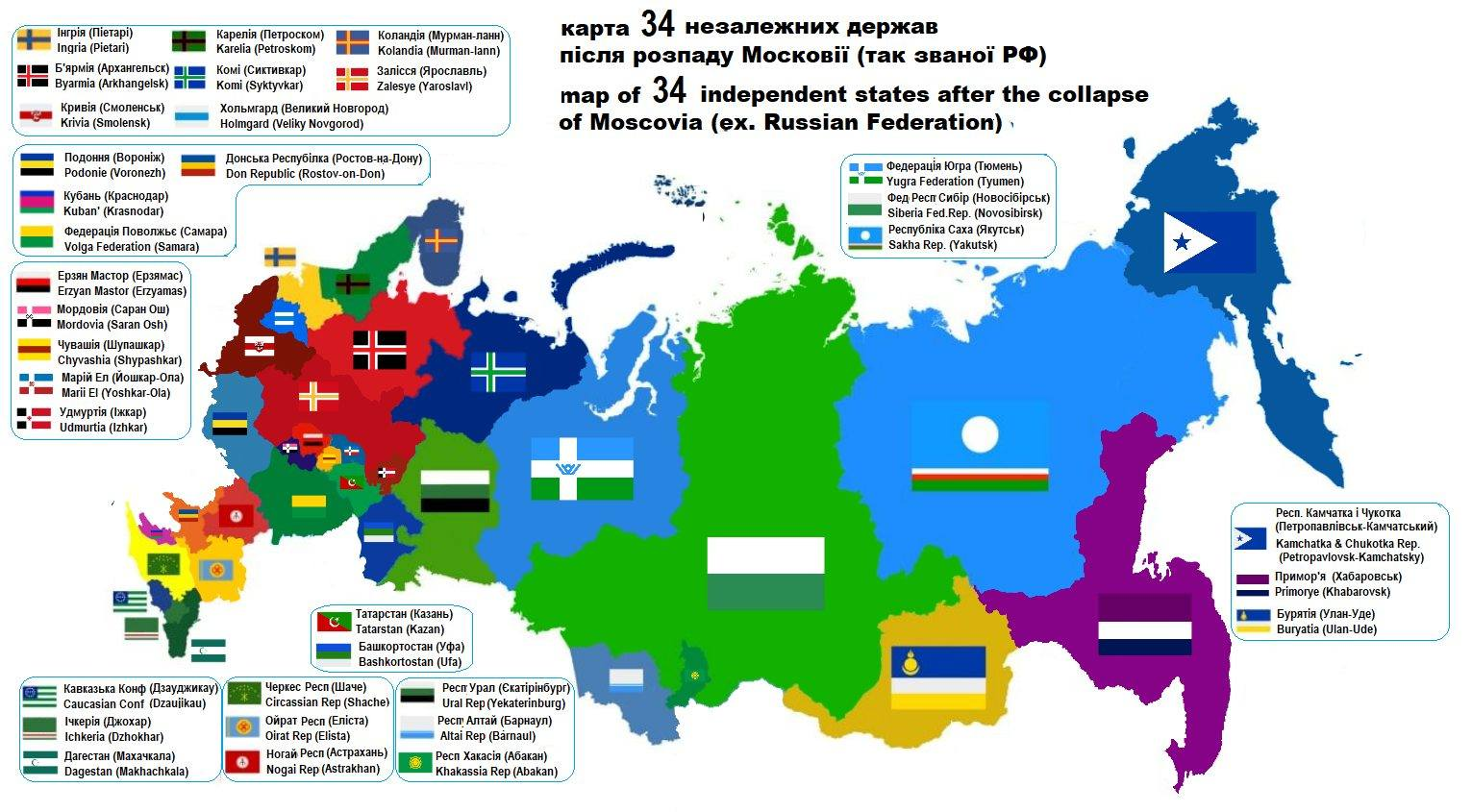
Незалежні держави, на які може розпастися Росія. Один із прогнозів Форуму Вільних Народів Пост-росії. 2022

- деконструкція Росії (імперії) на окремі суверенні стабільні демократичні держави
- деімперіалізація і деколонізація для культурної, політичної, економічної незалежності від окупаційного режиму Москви
- демілітаризація та денуклеаризація пост-російського простору, створення нової архітектури безпеки
- розслідування злочинів рашистського режиму, трибунал над організаторами, ідеологами, пропагандистами, покарання військових злочинців, люстрація учасників
- економіко-соціальна реконструкція пост-російського простору для забезпечення стабільності інституцій, демократій та інтеграції нових держав у світову архітектуру безпеки, репарації постраждалим державам / Україні, Грузії, Ічкерії…/

## Координаційна рада Форуму
- Рафіс Кашапов  -  Прем'єр-міністр Уряду Незалежного Татарстану. Співзасновник руху «Вільний Ідель-Урал» у Великобританії, політемігрант.
- Андріус Алманіс - Президент Iнституту Регіонів Постросії(Литва), голова міжнародного товариства підтримки "Шлях до мрії", публіцист, письменник, драматург.
- Павло Мезерін  - Політолог, аналітик, журналіст, експерт українсько-російських відносин. Лідер руху «Вільна Інгрія». Народився і жив до 2014 року в Санкт-Петербурзі, політемігрант.
- Інна Курочкіна - журналістка та продюсерка INEWS (Ічкерія-Нюз), представниця Голови Кабінету Міністрів Чеченської Республіки Ічкерія. Народилась в Грузії, українка, політемігрантка.

На офіційному сайті зазначений список основних 50 спікерів та членів координаційної ради Форуму.
Сумарна кількість спікерів та учасників форуму - більше 250.

## Заходи
Протягом 8 травня 2022 - 16 квітня 2023  відбулося 10 форумів у Польщі, Чехії, Швеції, Бельгії, США, Японії, Англії, Франції, Італії, Німеччині із залученням більше 250 публічних осіб.

## Форум І / 8-9 травня 2022— Польща, Варшава
1 Форум відбувся 8 травня 2022 у Варшаві (Foksal Press Center) у День закінчення Другої світової в Європі / День пам'яті та примирення. Ведучими Форуму були Кшиштоф Сковронський, Марія Пшеломець, Маріуш Піліс. Спікерами було більше 30 учасників включно із Анна Фотига, Павло Клімкін, Крістофер К. Міллер,  Ілля Пономарьов, Павло Мезерін, Рафіс Кашапов,  Інна Курочкіна, Тарас Стецьків, Ярослав Романчук, Андріус Алманіс, Руслан Габбасов, Вадим Штепа, Павло Суляндзіга та інші.
У програмі Форуму розглянуто питання:
- Деімперіалізація, депутінізація та демілітаризація Росії
- Економічно-політичне майбутнє Євразійського простору

Крім Форумів загальноросійського спрямування, у планах є організація окремих заходів, присвячених певному регіону-протодержаві (Татарстан, Кенігсберг, Сибір, Урал, Башкортостан та інших) та щорічний "Великий Загальний Форум". Ключовим напрямком діяльності Форуму є також робота постійно діючого аналітичного центру, з ціллю деконструкції Росії, деколонізації її корінних народів та регіонів, демілітаризацію, денуклеаризацію, депутінізацію та люстрацію.

## Форум ІІ / 22-24 липня 2022— Чехія, Прага
2 Форум відбувся 23 липня 2022 в Празі (OREA Hotel Pyramida Praha), де міжнародні експерти обговорювали розпад Росії на окремі республіки. Співорганізатори Форуму пояснили, що відмінність цих зборів від інших у тому, що учасники «розглядають множинність суб'єктів у пост-російському просторі». «федеративна та конфедеративна Росія не вийшла. Потрібно створювати окремі нації, а не ліпити черговий імперський проєкт». Національні та регіональні лідери закликали до створення перехідних урядів/адміністрацій (можливо, в еміграції), а також створювати Конституції Республік, що будуть закріплювати їх державну незалежність та суверенітет. Оголошено про скликання у листопаді-грудні 2022 Міжнародної конференції з мирної деколонізації та територіального устрою постросійського простору. Спікерами було більше 40 учасників включно із Ахмед Закаєв, Едвард Лукас, Фредерік Петі, Януш Бугайський, Ілля Пономарьов, Вадим Прокоп'єв, Пол Массаро, Геннадій Гудков та інші.

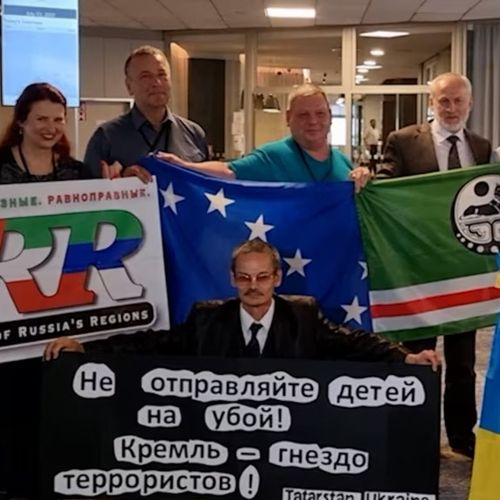
ІІ Форум, 23.07.2022, Прага

У програмі Форуму розглянуто питання:
- Перспективи перехідного періоду та робота адміністрацій у вигнанні
- Як реконструкція постросійського простору вплине світовий порядок, безпеку та баланс сил, зокрема інтеграцію в ЄС та НАТО
- Які нові держави виникнуть в Європі та Азії в найближчому майбутньому
- Після колапсу імперської Москви - шлях незалежності для Кавказу, демократичні перетворення Білорусії,  Угорщини, Балкан, Сербії, Туреччини та інших

За результатами Форуму підписана:

#### Декларація про деколонізацію Росії (22-24 липня 2022)[9][10]
Декларація базується на міжнародному праві (зокрема Загальній декларації прав людини, Статуту ООН, Декларації ООН про надання незалежності колоніальним країнам і народам), та Декларацій про суверенітети суб'єктів СРСР, та РРФСР та РФ . У декларації підтверджується, що Росія є країною-терористом згідно із рішенням ЄП та колоніальною імперією, що гнобить корінні народи та регіони, систематично порушує міжнародні закони, проводить злочинні війни та геноциди. Документ закликає народи та уряди країн-членів ООН до негайної та мирної деколонізації Росії, проголошення та міжнародного визнання окремих Незалежних Держав на території Пост-росії. Також закликає до створення Об'єднаної перехідної адміністрації для легітимного розпаду Росії. на нові суб'єкти.

## Форум III / 23-25 вересня 2022— Польща, Гданськ

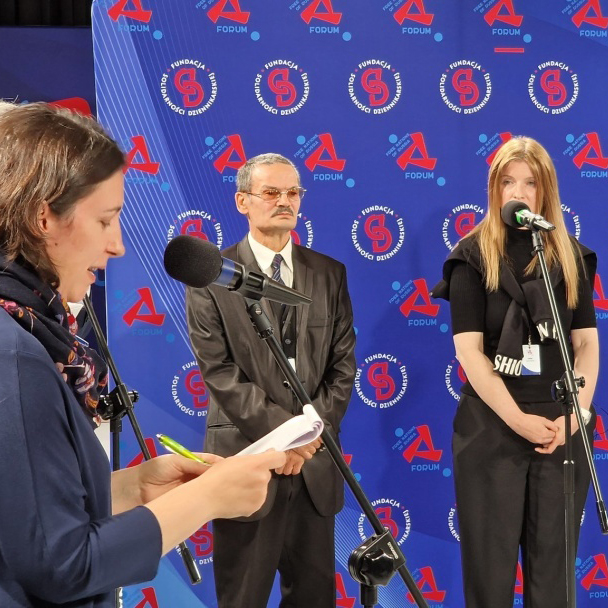
III Форум, 24.09.2022. Польща

3 Форум відбувся у Гданську (BHP hall) 23-25 вересня 2022. Назву форуму привели у відповідність до Декларації  - «Форум Вільних Народів Пост-росії».  У форумі вязло участь більше 40 осіб. Згідно думки учасників імперський характер, форма та суть сучасної Росії - це не тільки загроза, але діагноз: поки Росія залишається єдиною державою, керованою з імперського центру, вона поневолюватиме своїх громадян і загрожуватиме всіма засобами (включно з воєнними) сусідам та миру у всьому світі. Нова архітектура колективної безпеки та довгостроковий мир як у Європі, так і в усьому світі неможливі, доки Росія існує як єдина держава. Процес дезінтеграції, а точніше деколонізації Росії, повинен бути контрольованим, тільки так можна мінімізувати ризики кровопролиття, забезпечити повну денуклеаризацію усіх незалежних держав-наступників Росії, їхню денацифікацію-декомунізацію (з трибуналом для ідеологів та керівників воєнних злочинів, репресій, терактів) та люстрацію
У програмі Форуму розглянуто питання:
- Інгрія, Карелія, Балтійська республіка Кенігсберг/Кролевець - втеча від імперії і повернення держав в Європу
- Смаландія, Псковщина, Новгородщина, Помор'я, Лапландія (Мурманськ), Комі - мирна та контрольована сецесія, незалежність нових держав-cусідів Балто-Скандинавсього сектору
- Побудова нової архітектури безпеки в Балто-Скандинавсьому регіоні, як компоненту Євро-Атлантичної системи
- Міжмор'я - перспективи розширення Балто-Чорноморсько-Адріатичної кооперації
- Денуклеаризація і демілітаризація пост-російсього простору
- Економічна, політична, культурна, торгова та військова співпраці Європейського Союзу та НАТО з новими незалежними державами Балтійського регіону пост-російського простору

За результатами Форуму був підписаний:

#### Гданський маніфест: План реконструкції Пост-росії (23—25 вересня 2022)[14]
У маніфесті наголошено про неминучість розпаду Росії і необхідність створення нової Східної політики Європи, виділено ключову роль Балтії, Скандинавії, Інтермаріуму, України, НАТО, ЄС, США, Британії. Закликано жителів Карелії, Інгрії, Балтійської Республіки, Лапландії, Смаландії, Новгорода, Пскова, Помор'я, Комі та сусідніх регіонів розпочати боротьбу за визволення проти Московської окупації. Закликано Держави ЄС, НАТО, Україну на основі Декларації про деколонізацію Росії надати підтримку для проголошення (відновлення) незалежності та створити стратегічний план «Реконструкції держав пост-російського простору». Закликано відмовитися від підтримки будь-якої загальноросійської «опозиції» яка не ставить на меті дезінтеграцію Росії на окремі держави.
Форум пройшов за підтримкою фракції Європейських консерваторів та реформістів, депутатів Європарламенту Анна Фотига,

## Форум IV / 7—11 грудня 2022— Швеція, Гельсінгборг
4-й Форум Вільних Народів Постросії відбувся 7-11 грудня у шведському Гельсінгборзі (Comfort Hotel). Визначено головні принципи Форуму:
- паритетність і рівність учасників, незалежно від чисельності населення та/або розміру корінного народу/регіону
- взаємоповага та визнання права на самовизначення, суверенітет і незалежність кожного корінного народу та регіону
- завдання модераторів — допомогти всій команді працювати максимально продуктивно без упередженості
- немає права вето ні для жодного учасника
- апріорі прийняття норми про повну і негайну денуклеаризацію усіх без винятку держав постросійського простору

На Форумі була оголошена «Декларація Незалежності Сибірської Конфедерації», що встановлює базові принципи суверенної держави в Сибіру.
Були оголошені та підписані принципи контрольованого демонтажу терористичної Росії, а саме:

#### «Меморандум про припинення існування Російської Федерації» (7-11 грудня 2022)[17]
У меморандумі наголошено те, що Росія є державою-терористом, як всередині так і назовні, систематично порушує міжнародне право та втратила легітимність. У меморандумі висловлено припинення існування Росії, як суб'єкта міжнародного права, необхідність контрольованого демонтажу імперії та звільнення корінних народів і колонізованих регіонів. Наголошено про мирну сецесію нових держав шляхом переговорів. Взято зобов'язання нових держав щодо відмови від зброї масового ураження (ядерної зокрема). Взято зобов'язання виплатити борги та репарації постраждалим державам та проведення відкритих судів над військовими злочинцями.
У грудні депутати Держдуми Росії ухвалили два закони, які мають безпосереднє відношення до ФВНПР. Нові юридичні норми запроваджують покарання та прирівнюють до екстремізму поширення і демонстрацію карт та зображень, що «спростовують територіальну цілісність Росії». Приводом для розробки закону була карта, яка стала одним із символів Форуму. На ній на місці нинішньої Росії розміщено кілька десятків держав зі своїми прапорами та назвами.

## Форум V / 31 січня 2023— Бельгія, Брюссель, Європарламент
5-й Форум Вільних Народів Пост-росії на тему «Імперська Росія: завоювання, геноцид та колонізація. Перспективи деімперіалізації та деколонізаціїя » відбувся 31 січня 2023 у Брюсселі в будівлі Європарламенту.
Форум відбувся за сприяння депутатів Європарламенту Анни Фотиги та Косма Злотовського, одну з панелей вів латиш Робертс Зіле - фракція Європейських консерваторів та реформістів.
На форумі представники п'яти регіонів Росії (Уралу, Кенігсбергу (Калінінградська область), Інгрії (Ленінградська область), Сибіру й Кубані) оголосили проведення референдуму за свою незалежність. Початок онлайн-референдумів намічено на 16 лютого 2023, проте станом на 9 лютого Роскомнадзор заблокував сайт онлайн-референдумів щодо відокремлення від Росії різних регіонів. Тим не менш онлайн-референдуми відбулися голосуваннями з допомогою VPN. За даними організаторів, в опитуванні взяли участь 5,6  млн осіб
Результати референдуму 
- Кенігсберг / Koenigsberg: 72,1 % за незалежність, 27,9 % проти
- Інгрія / Ingria: 66,2 % за незалежність, 33,8 % проти
- Кубань / Kuban: 55,7 % за незалежність, 44,3 % проти
- Сибір / Siberia: 63,9 % за незалежність, 36,1 % проти
- Урал / Urals: 68,2 % за незалежність, 31,8 % проти

У програмі Форуму :
- Огляд імперської ідеології від середньовічної московії до сучасного «русского міра», історичний огляд колонізації та експлуатації підкорених народів (від Івана Грозного до Путіна)
- Огляд впливу московсько-української війни та терору щодо України на відцентрові рухи всередині Росії
- Деімперіалізація та деколонізація. Як має змінитися «тюрма народів» після московсько-української війни
- Критична необхідність повної зміни політики Заходу щодо Росії

За результатами Форуму була підписаний: 

#### Брюсельський протокол (31 січня 2023)[23]
В протоколі наголошено, що сучасна Росія - це терористична колоніальна імперія, яка має бути розділена на окремі держави та демілітаризована. Наголошено на важливості прямого діалогу ЄС та НАТО із представниками корінних народів та представниками окупованих регіонів. Сфокусовано на тому, що деколонізовані, демілітаризовані держави на території Пост-росії є ключем для нової архітектури безпеки у Європі та світі. 
Форум пройшов за підтримкою фракції Європейських консерваторів та реформістів, депутатів Європарламенту Анна Фотига, Косма Злотовський У Форумі взяли учасники від країн, регіонів та націй: Ічкерія, Черкесія, Татарстан, Башкортостан, Донська республіка/Козакія, Кубань, Псковська республіка, Карелія, Інгрія, Комі, Бурятія, Сибірська республіка, Ногайська республіка, Лапландська республіка, Кенінгсберг, Ойратська репспубліка,, Смаландія, Україна, Польща, США, Австрія, Велика Британія, Литва, Латвія, Іспанія, Сербія та інших.

## Форум VI / 25-27 квітня 2023— США, Вашингтон, Інститут Гудзону, мерія Філадельфії, Український Інститут Америки, Нью-Йорк
6 Форум Вільних Народів Пост-росії на тему: «Нове майбутнє Північної Євразії: архітектура постросійського простору відбувся 25 — 28 квітня 2023 в США  відбувся в Інститут Гудзону (Вашингтон), мерії Філадельфії та Українському Інституті Америки (Нью-Йорк) в США. Участь у форумі взяли більше 50 представники рухів поневолених народів і регіонів Росії, а також аналітики, політики, дипломати, експерти, науковці та громадські діячі різних країн. Зокрема, під час Форуму були обговорені можливості створення нової архітектури глобальної та регіональної безпеки.
Основні ідеї Форуму:
- Сучасна Росія становить головну зовнішню загрозу для Європи та внутрішню загрозу для самих народів, які її населяють. Регіони Росії силою змушені платити величезну ренту для підтримки путінського режиму та його імперіалістичних війн.
- Після неминучої поразки у війні Росія не має зберегти свою нинішню структуру та кордони. Інакше московський імперіалізм знову відродиться та загрожуватиме народам та державам.
- Заходу слід уникнути минулих помилок. У 90-х він не підготувався до розпаду СРСР та Югославії, що призвело до трагедій. Тому потрібно негайно працювати над стратегією деколонізації та реконструкції пост-російсього простору. Це допоможе уникнути хаосу із внутрішніми війнами та загрозою поширення ядерної зброї та відкриє шлях мирного керованого розпаду.
- Необхідно обрати оптимальний безпрограшний сценарій. Це усуне геополітичну загрозу з боку Росії, а нові незалежні держави зможуть успішно розвиватися шляхом прямих економічних та торговельних відносин із країнами Заходу.

За результатами Форуму була підписана: 

#### Хартія свободи Пост-російського простору (25—27 квітня 2023)[28]
Проводячи паралелі із Декларацією незалежності США заявлено про неприпустимість московського імперіалізму із війнами, геноцидами та ізоляцією. Окуповані народи та регіони мають повне право на самостійні та суверенні держави. Росія є найбільшою терористичною загрозою у світі і будь-яка співпраця із нею повинна бути припинена. Всі комунікації повинні бути зведені до конкретних умов і термінів швидкої та повної капітуляції та розподілу. Уряди вільних країн та міжнародні організації закликано до координованої підтримки визвольних рухів представників поневолених народів, закликано визнати нові держави, встановити дипломатичні, політичні, економічні, культурні та партнерські стосунки.

## Форум VII / 1-2 серпня 2023— Японія, Токіо, Парламент
7 Форум Вільних Держав Постросії на тему «Прогнози для Постросійського простору: виклики та можливості для Східної та Північної Азії» / «Post-Russian Space Foresights: Challenges and Opportunities for East & North Asia» / відбувся в Японії 1-2 серпня 2023 у приміщенні Парламенту Японії. Серед спікери від представників Японії були, серед інших, 4 чинних депутати Парламенту Японії: Йосуке Сузукі, Юічіро Вада, Ацуші Сузукі, Саюрі Камата. Також від японської спільноьти взяли участь Йошіхіко Окабе, Йоко Хіросе, Казуро Окада, Казухіро Іто, Коекійо Такахаші, Хідетоші Іші, Томохіко Уяма. В другий день виступали нові спікери, зокрема Каміль Галеєв, Борис Стомахін, Юрай Месик (Словаччина),Джанні Вернетті (Італія), Олексій Гончаренко (Україна), David Piguet (Франція) та інші.
Контекст і Візія:
Перетворення постросійської території на 40 вільних, незалежних держав, вигідні Японії та всьому вільному Світу для припинення існуючої ядерної загрози, з часів Сталіна та СРСР. Це реалізує потенціал східноазійського поясу безпеки: кілька нових незалежних демократій у східній Азії (Тихоокеанська Федерація, Сполучені Штати Сибіру, Саха, Бурятія, Республіка Камчатка, Чукотка, Тува і т. д.) що стануть геополітичними, торговельними, і військовими союзниками Японії, США, Тайваню, Південної Кореї. Це суттєво обмежить сферу дій та обмежить вплив Китаю та КНДР. Також будуть зменшені геополітичні загрози, які ескалює Росія в усьому світі (Іран, Талібан, Хезболла, Центральноафриканська Республіка, Сирія, Куба, Конго, Болівія, Венесуела, Молдова, Сакартвело, Україна). Розпад Росії стабілізує ринок вуглеводнів через скорочення політичного шантажу поставок газу та нафти та переходу до нормальної торгівлі, зокрема з незалежними пост-російськими державами: Тюмені, Сибіру, Башкирії і Татарстану. Це створить нові можливості тиску на інші авторитарні режими, таких як Іран та Венесуела.
У програмі Форуму:
- Узгодження співробітництва щодо сценаріїв розпаду Росії та появи незалежних держав у північно-східній Азії (Саха, Тихоокеанська Федерація, Сполучені Штати Сибіру, Бурятія, Республіка Чукотка і Камчатка, Тува та інші). Налагодження прямого діалогу між лідерами рухів поневолених націй і регіонів - лідерами пост-російських держав і представниками Японії та інших вільних країн Східної Азії.
- Побудова нової архітектури колективної безпеки в Північнно-Східній Азії, що мінімізує ризики сірих зон і поширення авторитаризму Китаю та КНДР.
- Оцінка можливостей для деокупації Північних територій Японії та Карафуто (щонайменше південної частини)
- Розробка планів економічного та безпекового співробітництва нових пост-російських держав та їх союзників - Японії, Південної Кореї, Монголії, Тайваню та інших.

За результатами VII Форуму була підписана:

#### Токійська Декларація (1-2 серпня 2023)[29]
В декларації зазначено, що представники  вільних народів Росії, а також політики та громадяни Японії підтримують справу деколонізації та деімперіалізації Росії та домовляються про співпрацю щодо звільнення усіх окупованих регіонів. Закликано також до деокупації Північних Територій Японії. Започатковано Вільний Євразійський Координаційний Центр в Японії ї /FECCJ/ для  реформ та демократизації пост-російсього простору
Міністерство закордонних справ РФ висловило протест Посольству Японії в РФ, у зв'язку з проведенням VII Форуму Вільних Народів Пост-росії. Уряд Японії, в свою чергу, відповів, що не підтримував проведення Форуму на офіційному рівні.

## Форум VIII / 26–28 вересня 2023— Лондон / Париж
8 Форум Вільних Держав Пост-росії «Глобальні переваги пост-російсього простору» / «Global benefits of Post-russia» відбувся в Великобританії (Лондон) та Франції (Париж) відбувався 26—28 вересня. Місця проведення Університетський коледж Лондона (Школа Cлав'яністики та Східно-Європейських Студій),  Товариство Генрі Джексона (Millbank Tower)  та готель HI Paris Yves Robert. Учасники та спікери — більше 50 представників окупованих націй та регіонів РФ, експерти аналітичних центрів Британії та Франції із спеціалізацією в геополітиці, торгівлі, правознавстві, економіці, політики та дипломати НАТО, ЄС, України, Члени Європарламенту, ключові зацікавлені сторони, лідери громадських думок, журналісти та гості.
У програмі Форуму:
- Інвестиційний потенціал пост-російського простору для глобальної економіки (найбільший з часів Ден Сяопіна «відкриття Китаю»)
- Узгодження економічних та безпекових договорів співпраці - захоплені Росією ресурси, такі як нафта, газ, золото, алюміній, зерно, уран та інші знову повинні стати звичайними товарами для торгівлі.
- Вироблення планів взаємовигідної співпраці нових суверенних Держав Пост-росії із Великобританією, Францією, НАТО, ЄС (+Україна) та усіма демократіями
- Створення нової архітектури глобальної та регіональної безпеки для сприяння інвестицій та розвитку добросусідства із новими суверенними Державами Пост-росії
- Оцінка викликів і можливостей співробітництва для максимізації переваг деколонізації пост-російсього простору
- Аналіз уроків історії та успішних процесів деколонізації інших історичних імперій
- Дослідження деімперіалізації, для розвитку мовного та культурного різноманіття націй та культур
- Забезпечення повного ядерного роззброєння (денуклеаризації) та демілітаризації усіх нових незалежних суверенних Держав пост-російсього простору
- Встановлення прямого діалогу із лідерами рухів поневолених націй та регіонів - потенційними лідерами Держав пост-російського простору та місцевими зацікавленими сторонами

За результатами Форуму був підписаний:

#### Постросійський пакт про відсутність ядерної зброї:[33]
Наголошується що Росія є основним джерелом поширення небезпеки ядерної зброї (в тому числі в Білорусі, Ірані, Пн. Кореї) та глобальної загрози людству. Нові незалежні Держави гарантують повне ядерне роззброєння пост-російської території, як невід'ємну частину деколонізації. Закликано міжнародних партнерів до розробки та впровадження плану позбавлення майбутніх незалежних Держав від усіх компонентів зброї масового знищення. Усі майбутні незалежні Держави відмовляються від будь-якої ядерної зброї (та всіх інших видів зброї масового знищення) як основної умови легітимізації та партнерства в міжнародних відносинах

## Форум IX / 11—14 грудня 2023— Рим / Берлін
IX Форум Вільних Держав Пост-росії «Після Імперії: Нові незалежні деколонізовані та демілітаризовані Держави без мізантропічних ідеологій» / «After the Empire: New Independent States without militarism, colonies and misanthropic ideologies» відбувся 11—14 грудня 2023.. Місця проведення Сенат Італії у Римі та в Конференц Центрі Католицької академії в Берліні. У форумі взяли участь більше 50 учасників із різних країн та регіонів. Серед спікерів були сенатори Італії Джуліо Терці ді Сант'Агата, Джанні Вернетті, депутат Європарламенту Анна Фотига
У програмі Форуму:
- Можливості та виклики усіх сторін для максимізації регіональних і глобальних переваг (win-win сценарії) від деколонізації пост-російського простору
- Плановані угоди про співпрацю в економіці, торгівлі та безпеці із новими державами
- Рим та Берлін як орієнтири для перетворення Москви у неімперське місто
- Консолідація держав вільного світу протидії союзу (де-факто) авторитарно-тоталітарних режимів  - #MBTPAxis (Москва /Пекін /Тегеран /Пхеньян) або #RIC (Росія/Іран/Китай) та їх сателітів (Асад, Хамас, Іділ, Талібан, Лукашенко, Мадуро, Хезболла та інші)
- Передача практичного досвіду федеративних систем Німеччини для побудов стуркутур нових пост-російських держав
- Використання прикладу  денацифікації для викорінення рашизму, як ідеології
- Усвідомлення ролі злочинців, що скоювали агресію та збереження історичної відповідальності за злочини
- Уроки люстрації політичних інституцій після Другої світової війни

У підсумку IX Форуму Вільних Держав Пост-росії був підписаний:

#### Декрет про територіальний устрій Незалежних Держав постросійського простору (11—14 грудня 2023)[36]
Добровільна угода лідерів і представників національно-визвольних і антиколоніальних рухів щодо принципів визначення кордонів окремих  Незалежних Держав постросійського простору. Наголошено, що першочерговим є отримання суверенітетів окремих держав.  За відсутності узгоджених альтернатив існуючі адміністративні кордони Росії визнаються базовими варіантами, дискусії щодо кордонів мають бути мирними та зміни за взаємною згодою. При суперечках можливий арбітраж демократичних країн ЄС, НАТО, Японії, Південної Кореї та інших.

## Форум Х/ 16 квітня 2024 — Вашингтон, округ Колумбія, США
X Форум Вільних Держав Пост-росії «Розпад Росії та західна політика //  Russia's Rupture and Western Policy» відбувся 16 квітня 2024  у США, Вашингтоні, округ Колумбія за підтримки Фонду Джеймстауна Корпорації RAND, Атлантичної ради, Інституту Гудзону. У заході взяли участь лідери національно-визвольних рухів поневолених Москвою народів, а також представники політичного та дипломатичного сектору держав ЄС та США, зокрема, три колишніх посли США Пітер Меттіс (Peter Mattis), Джон Гербст (John Herbst) та Вільям Тейлор (William Taylor).
В публічній частині було висвітлено теми:
- Контури нових держав на постросійсьому просторі
- Становище полонених націй та регіонів та шляхи їх визволення
- Вплив процесів дезінтеграції на сусідів постросійського простору
- Політика Заходу та сценарії неспроможної Росії
- Перспективи майбутнього постросійсього простору та антизахідних альянсів щодо США
- Пошук оптимальних стратегій і конкретних дорожніх карт для прискорення повної деколонізації Московії-Росії
- координація та співпраця неформальної коаліції Національно-визвольних рухів поневолених народів, окупованих Московією-Росією, держав Вільного Світу, що мають спільний кордон, а також глобальні геополітичні сили (насамперед НАТО, ЄС, США, Великобританія, Японія, Р.Корея, Ізраїль та інші.

Досліджено етнічні та культурні відмінності різних частин імперії та шлях її декомпозиції. На Форумі було оголошено створення Комітету Націй Північного Кавказу (CNCN), та запропоновано відновлення окремої Конфедерації Народів Кавказу (Чечня, Інгушетія, Осетія, Черкесія (Адигея), Дагестан, Кабардино-Балкарія). Презентовано цілі відновлених Збройних Сил Чеченської Республіки Ічкерія та наголошено про Міжнародне визнання Чеченської Республіки Ічкерія. Було презентовано переваги створення окремих держав, зокрема Ойрат-Калмикія, Удмуртії, Саха, Уралу, Черкесії, Інгрії тощо.
У підсумку Х Форуму Вільних Держав Пост-росії був підписаний:

#### Капітолійський Висновок -  16 квітня 2024[40]
У зв'язку з трансформацією «РФ» в класичну тоталітарну державу закликано до координації партизанської діяльності Повстансько-Визвольних Армій на територіях поневолених націй і колоніальних регіонах, які все ще окуповані Кремлем (Башкортостан, Саха, Інгрія, Татарстан, Черкесія, Сибір, Ойрат-Калмикія, Бурятія, Карелія, Інгушетія, Кубань, Смаландія, Комі, Чувашія, Псков, Тува, Урал, Хакасія, Помор'я, Алтай, Дон, Удмуртія, Новгород, Камчатка та інші).
Наголошено на терміновій необхідності зміни дипломатичного підходу до "РФ", її легітимність втрачена через військові злочини та терористичні акти, вимагає кардинальних заходів, таких як політичний, дипломатичний і культурний остракізм, економічне та торгове ембарго, співпраця в рамках коаліції національно-визвольних рухів для деокупації та перетворення цієї території на окремі 41 незалежні держави, що є єдиним шляхом до миру та безпеки.
Сформульовано вимоги до партнерів серед країн НАТО та ЄС взаємодії (і паритету) не лише із московцентристами концепції «єдиної і неподільної Росії», а й з національними та регіональними визвольними рухами, що вимагають повної деколонізації та абсолютної незалежності від Москви. Закликано провести масштабні аудити ефективності фінансування міжнародних організацій та уникати підтримки контрольованих Кремлем організацій.
Будь-які реальні зміни в сучасній «РФ» відбудуться внаслідок повної поразки її війни проти України, і лише деокупація та перемога України можуть забезпечити деколонізацію Північної Євразії. Саме тому допомога Україні у всіх аспектах (військова, фінансова, дипломатична, інформаційна, матеріальна) – мають першочергово надаватися Україні  в повній мірі, без затримок і безперервно.  Наголошено про те, що Україна є бастіоном і авангардом в боротьбі вільного світу проти тиранії.
Наголошено на тому що московити не діють самотужки, а в альянсі із іншими авторитарно-тоталітарними державами, що вимагає системної протидії гібридним атакам, інфільтрації агентів, втручанням у вибори та інформаційно-психологічним операціям. Їх діяльність створює системну загрозу стабільності та міжнародному праву в різних регіонах світу, і вимагає максимальної співпраці для запобігання можливому переходу локальних конфліктів до глобальної ядерної війни у випадку агресії з боку альянсу Москва-Пекін-Тегеран-Пхеньян (наприклад, у разі нападу московитів на країни НАТО – країни Балтії, Польщу, Румунію, Фінляндію, Німеччину та/або напад КНР на Тайвань і напад КНДР на Республіку Корею та/або Японію) або подібних нападів від Гаяни до Тайваню, від Близького Сходу до Корейського півострова, від Малі до Південно-Китайського моря. 
Заклик підтримали: Іяд Югар - голова Міжнародної Черкеської Ради, Денис Угрюмов, Павло Івлєв - Рух за Вільну Інгрію, Раджана Дугар Де-понте, Маріна Ханхалаєва - Комітет Незалежної Бурятії, Асет Сабдулаєва - член Уряду Чеченської Республіки Ічкерія (у вигнанні), Батир Боромангнаєв - Конгрес Ойрат-Калмицького Народу, Різван Кубакаєв - Ногайстан, Артьом Мєдвєдєв - Удмуртія, Номма Зарубіна - Сибір, Слава Афанасьєв - Урал, Дмитро Павлов - Саха.

## Форум ХІ/ 14 червня 2024- Вільнюс, Литва
XІ Форум Вільних Держав Пост-росії на тему «Реальні безпрограшні сценарії постросійських просторів //  Real win-win scenarios of postrussian spaces» відбувся 14 червня 2024  у Вільнюсі в Національній Бібліотеці Литви та в Парламенті Литви.
У заході взяли участь лідери національно-визвольних рухів поневолених Москвою народів, а також представники політичного та дипломатичного сектору держав ЄС та США, зокрема:
У підсумку ХІ Форуму Вільних Держав Пост-росії був підписана:

#### Прокламація Добросусідства  -14 червня 2024[41]
Держава-терорист "РФ", є джерелом ядерної загрози, васалом деспотії КНР і ключовим партнером світових диктатур Ірану та КНДР,  які об'єднані бажанням демонтувати існуюче міжнародне право і світовий порядок. Збереження "єдиної і неподільної Росії" є  найбільшою загрозою для всього Вільного світу і цей ризик значно перевищує усі складнощі остаточного демонтажу Московії-Росії, терористичної імперії, загрозі глобальній безпеції, її сусідам і її населенню.
Нації, які вже звільнилися від Московії-Росії під час першого (1917-1919) та другого (1990-1991) розпаду, а саме Литва, Польща, Естонія, Фінляндія, Україна, Латвія, Казахстан, Азербайджан, Молдова, Вірменія, Узбекистан, Сакартвело та інші, можуть поділитися власним досвідом, підтримати ті поневолені нації (captive nations) і регіоні, які досі знаходяться під російсько-московською колоніальною окупацією: Башкортостан, Інгрія, Бурятія, Татарстан, Караляучус, Саха, Карелія, Сибір, Черкесія, Ойратська Республіка (Калмикія), Смаландія, Кубань, Інгушетія, Псков, Удмуртія, Комі, Дон, Чувашія, Великий Новгород, Урал та багато інших. Спільною Прокламацією було закликано до невідкладних дій, а саме:
- Єдина і неподільна Московія-Росія ніколи не стане демократичною і ліберальною державою, бо це не "тільки війна путіна", а "війна більшості "росіян". Тому населенню необхідно створити  окремі нові незалежні, компактні, демократичні держави.
- Кремль послідовно буде знищувати незалежність України, Сакартвело, Молдовії, країн Балтії, як і в Ічкерії і буде відкривати наступні лінії фронтів, єдиний спосіб запобігти цьому - відновлення окремих держав та формування окремих ідентичностей для "російського народу"
- Представники нових держав постросійських просторів погоджуються на повну денуклеаризацію і демілітаризацію та підтверджують відсутність територіальних претензій із планом розвивати добросусідські відносини на принципах міжнародного права і взаємоповаги.
- Держава Україна, нація українців, українська армія сьогодні є форпостом усього вільного світу. Супротивлячись московському імперіалізму, Україна є авангардом боротьби за свободу і міжнародне право. Вся можлива допомога Україні має бути надана негайно, без затримок. Реальні зміни на пост-російському просторі можливі в разі повної поразки Росії-Московії, що вже підтрвджено рішеннями Європарламенту та ПАСЕ.
- Закликаємо до створення коаліції національно-визвольних рухів поневолених націй і держав вільного світу, які мають спільний кордон (від Норвегії до Азербайджану, від Фінляндії до Монголії), а також центрів глобальної геополітичної сили - НАТО, ЄС, США, Великобританія, Японія, Республіка Корея, Тайвань та інші) =. Ця коаліція має стати антикремлівською і антиімперською, спрямованою на демонтаж останньої колоніальної імперії в Європі Росії-Московії.

## Форум ХІI/ вересень 2024- Тайвань, Південна Корея
18-19 вересня 2024  у Тайбеї (Тайвань)  пройшов XII Форум Вільних Держав Пост-росії  на тему “Дизайн постросійського простору та вплив на макрорегіони Східної, Південно-Східної та Центральної Азії”.
У заході взяли участь лідери національно-визвольних рухів поневолених Москвою та Пекіном народів, за участю інтелектуального кола політологів, дипломатів, візіонерів, громадських та політичних діячів США, Польщі, України, Литви, Італії, Австрії, Інгрії, Естонії, Німеччини, Японії, Пд.Кореї, Тайваню, Бурятії, Тібету, Карафуто, Тайланду, Філіппін та інших У підсумку ХІ Форуму Вільних Держав Пост-росії був підписане:

#### Звернення Тайваню[42]
Союз двох останніх колоніальних імперій, диктатур РФ та КНР, а також їх тоталітарних союзників - Пн.Кореї, Ірану та сателітів (зокрема режими Асада, Мадуро, Лукашенка) є найбільшою загрозою для глобальної безпеки та міжнародного права.
Через різноманітні форми агресії та мілітаризму цей союз активно руйнує глобальну систему, базовану на національних суверенітетах, політичному плюралізмі та вільних об'єднаннях держав. Більше нема часу на зволікання, щоб запобігти сповзанню світу до ІІІ Світової війни (і можливо І Атомної війни), розв'язаної цим імперсько-авторитарним союзом. Цей союз необхідно зупинити рішучими проактивними діями анти-імперіалістичної і про-незалежницької більшості держав світу.
Для стримування цього союзу авторитарних військових режимів необхідна їх всебічна ізоляція, зокрема в геополітичній, дипломатичній, торгівельній, економічній, науковій, культурній, технологічній сферах, а отже - максимальна співпраця Вільних держав Східної, Центральної, Південно-Східної Азії, Європи, Пн. Пд.Америки, Арктичного та Тихоокеанського регіонів світу.
Цим зверненням ми підтверджуємо наступні 5 пунктів:
1 - так звані "рф" та "кнр" повинні пройти через повну деколонізацію
2 - усі території держав, які зараз окуповані (згідно із кордонами, визначеними міжнародним правом) москвою та пекіном мають бути деокуповані - від Японських Карафуто та Північних Територій до Українського Криму і  Українського Донбасу.
3 - необхідно надати всебічну підтримку військовому опору України, що є найбільш важливою ціллю для усього Вільного Світу, супроти агресії московської імперії. Перемога Української нації, Українського громадського суспільства та Української армії будуть найбільш ефективним запобіжником проти спроб розпалювання нових театрів війн альянсом диктатур супроти держав НАТО та незалежних держав Азії.
4 - вкрай необхідно побудувати тісніший транс-Тихоокеанський альянс, який зможе краще координувати захист усіх країн Азії від московсько-російського та комуністично-китайського імперіалізму. Транс-Тихоокеанський альянс, як і Транс-Атлантничний альянс підкреслює спільні цінності та взаємні інтереси для захисту національної незалежності, державного суверенітету та територіальної цілісності держав. Це одночасно анти-імперський та анти-колоніальний форум, який може охопити держави, що виникають внаслідок розколу Росії або звільняються від контролю Пекіну та шукають дипломатичні, політичні, економічгі та інституційні зв’язки із незалежними державами Тихоокеанського регіону.
5 - для інтенсифікації ефективних дій, тісніша співпраця між вільними та пригнобленими націями є критично важливою, зокрема інституціоналізація системної праці, включаючи створення цільвих програм, фондів, медіа, організацій впровадження проектів в геополітичній, дипломатичній, культурній, інформаціній та інших сферах

## Форум ХІIІ/ листопад 2024- Канада, Оттава, Монреаль
ХІІІ Форум Незалежних Держав ПостРосії відбувався 19 листопада в Оттаві, зокрема і в Парламенті Канади. Участь у заході взяли не тільки експерти та дипломати (зокрема посли Польщі, Литви та Болгарії у Канаді), але й низка депутатів Парламенту Канади, насамперед від Консервативної  Партії (зокрема і тіньовий міністр оборони Джеймс Безан та член Парламенту Shuvaloy Majumdar) та представники Квебецького блоку (парлементарі René Villemure та Alain Therrien).
Ключовим локальним партнерам та співорганізаторам заходів в Оттаві став провідний геополітичний аналітичний центр Канади, - Macdonald-Laurier Institute.
З особливостей заходу варто відмітити продовження активних спроб російських  спецслужб дискредитувати діяльність Форуму Незалежних Націй ПостРосії шляхом інфільтрації власних агентів, зокрема і кейс «Номми Зарубіної».

## Форум ХІV/ грудень 2024  - Австрія, Відень
ХІV Форум Незалежних Держав ПостРосії відбувся 12 та 13 грудня у Відні, зокрема серія непублічних зустрічей пройшла безпосередньо в Парламенті Австрії. Партнером у Австрії  став Пан’європейській Союз. Серед спікерів, зокрема, були віце-президентка Пан'європейського Союзу Вальбурга Габсбурґ Дуглас, Президент «Пан'європа Австрія» Rainhard Kloucek, Генеральний секретар «Паневропа Іспанія» Карлос Уріарте Санчес, Dietmar Pichler та інші. Серед спікерів та учасників заходу також було 2 депутати Парламенту Австрії: Andreas Minnich  та Dominik Oberhofer, а також два депутати Європейського Парламенту від Австрії: MЕP Lukas Mandl та MЕP Helmut Brandstätter.
У своїй промові один з лідерів Пан’європейського Союзу і голова дому Габсбург-Лотарингських Карл фон Габсбург закликав європейських лідерів долучитися до процесу фінальної деколонізації Московії-Росії, як останньої  колоніальної імперії  в Європі.
Промова викликала великий резонанс в Москві як серед прибічників режиму Путіна, так і серед так званої опозиції. Голова Слідчого Комітету Бастрикін відкрив слідство щодо заяв Карла фон Габсбурга. Відповідні заяви зробили Сергій Марков, Юлія Латиніна, та Геннадій Гудков.

## Перспективи
Як частина продовження стратегічної  співпраці Форуму Вільних Народів ПостРосії та Пан’європейського Союзу вже оголошено про проведення наступного спільного заходу (XV Форуму Вільних Народів ПостРосії) 19 березня 2025 року в Парламенті Румунії  у Бухаресті.
Також протягом 2025 року вже анонсовані Форум Вільних Народів ПостРосії 25-26 червня у Вашингтоні, у Південній Кореї та в одній зі столиць Північної Європи), ключовими аспектами адженди заходу стануть  питання безпеки та співпраці в Чорноморському регіоні на Балканах і в Європі загалом у контексті ймовірної деколонізації Росії та появи нових держав на постросійських просторах.

## Учасники Форуму - представники Народів та Регіонів та організацій Пост-росії[3][56][57][58]
| Регіон або категорія                                            | Учасники |
| --------------------------------------------------------------- | --- |
| Білгородщина/Білгородська Народна Республіка                    | Стригунков Роман |
| Вільна Чеченська Республіка Ічкерія                             | Ахмед Закаєв, Дені Тепс, Інал Шеріп, Юрій Шуліпа, Муслім Мадієв, Інна Курочкіна, Андрій Курочкін, Джамбулат Сулейманов, Асет Сабдулаева |
| Вільна Республіка Інгушетія                                     | Магомед Торієв, Албаков Шаміль, Ахмад Оздо |
| Вільний Дагестан                                                | Умар Хитинав, Ахмад Ахмедов |
| Вільна Черкесія                                                 | Мустафа Джанбек, Беслан Кмузов, Мурат Теміров, Іяд Йогар, Фатіма Тліс, Адель Башкаві, Мераб Чухуа, Адель Башкаві, Мурад Кюандур |
| Вільна Ойрат-Калмикія                                           | Батир Боромангнаєв, Давур Дорджиєв, Марія Очір-Горяєва, Володимир Довданов, Ерензен Доляєв, Данара Дурдусова |
| Вільний Ногай Ел                                                | Анвар Курманакаєв, Нія Айтін |
| Вільний Татарстан / Ідель-Урал:                                 | Нафіс Кашапов, Рафіс Кашапов, Аіда Абдрахманова, Юлія Файзрахманова, Фаріт Закієв, Іршат Хабієв |
| Вільний Башкортостан                                            | Руслан Габбасов |
| Ерзянь Мастор / Ерзянь Мастор                                   | Сиресь Боляєнь |
| Мокшень Мастор                                                  | Денис Ковальов (Човганон Донісі) |
| Удмуртія                                                        | Сергій Антонов, Артем Медведєв, Василь Крюков |
| Чувашія                                                         | Михайло Орєшніков |
| Дон/Козакія                                                     | Олександр Золотарьов, Сарин Кучинський, В'ячислав Дьомін |
| Кубань/Малиновий Клин                                           | Євгеній Бурсанідіс, Дмитро Доровських |
| Вільна Білорусь                                                 | Павло Латушко, Ярослав Романчук, Вадим Прокоп'єв, Олександр Ракицький, Антон Касцоу, Олексій Францкевич |
| Кривія (Псковська республіка / Смаландія / Тверська республіка) | Владислав Живица, Артем Тарасов, Вадим Сидоров, Олексій Барановський |
| Балтійська республіка Кьонігсберг                               | Вадим Петров, Флоріан Щур, Рустам Васильєв, Олексій Кожевников |
| Вільна Інгрія                                                   | Максим Кузахметов, Павло Івлєв, Денис Угрюмов, Павло Мезерін, Майк Інграм, Олена Кустолайнен, Будаєва Туяна |
| Вільна Карелія/ Вепси /Лапландія/ Сюр Сюомен Сотілаа            | Владислав Нобель-Олійник, Дмитро Кузнєцов (Мітері Панфілов), Валерій Поташов, Владислав Іванов, Алевтина Солдатова (Тіна Гонгішт), Бьорн Сафронов, Артур Анккалайнен, Бйорн Сафронов |
| Помор'я/ Біармія                                                | Михайло Градов |
| Республіка Комі                                                 | Валерій Ільїнов, Павло Попов |
| Залісся                                                         | Ілля Лазаренко |
| Сибірська республіка                                            | Станіслав Суслов, Олексій Мананніков, Колмаков Григорій, Євгеній Митрофанов |
| Уральська Республіка                                            | В'ячеслав Афанасьєв |
| Республіка Саха/Якутія                                          | Микита Андрєєв, Раїса Зубарєва, Майя Васильєва |
| Республіка Тува                                                 | Лілія Матенова |
| Вільна Бурятія                                                  | Раджана Дугар-ДеПонте, Зуртан Халтаров, Марина Ханхалаєва, Артем Бурлов, Євгенія Балтатарова, Надія Нізовкіна, Ігор Пронкінов, Рінчін Гумбаєв |
| Народ Удеге                                                     | Павло Суляндзіга |
| Далекосхідна республіка/ Зелений Клин                           | Добромир Ільюшенко |
| Конгрес Маньчжурії                                              | Вільям Іванов, Таша |
| Конгрес Народних Депутатів                                      | Ілля Пономарьов, Дмитро Ушацький, Андрій Сідельников |
| блогери/журналісти/лідери громадської думки/юристи              | Вадим Штепа, Пономарьов Володимир(фізик),Геннадій Гудков, Владислав Іноземцев, Борис Стомахін, Михайло Сава, Павло Корчагін, Олена Михайлова, Олександр Набока, Самир Саків, Віталій Гінзбург, Володимир Жбанков, Дмитро Вілістер, Микола Горєлов, Каміль Галєєв, Катя Марголіс, Михайло Тімкін, Юрій Москаленко, Дмитро Бережков, Василь Матенов, Ольга Курносова, Андрій Мазурек, Генріх Нордуз, Сергій Любарський, Василина Орлова, Григорій Амнуель, Юрій Терехов |

## Учасники Форуму - представники Держав G7 та міжнародних організацій[3][56][58]
| Держава         | Учасники |
| --------------- | --- |
| США             | Януш Бугайський, Пол Гобл, Крістофер К. Міллер, Люк Коффі, Пол Массаро, Олександер Мотиль, Джейсон Джей Смарт, Браян Глін Вільямс, Кейсі Мішель, Генрі Тревіс, Олексій Собченко, Петер Маттіс, Маргарита Асенова, Уолтер Зарицький, Кеннеді Лі, Джозеф Бебель, Дебра Каган, Вільям Тейлор, Джон Гербст, Вільям Кортні |
| Велика Британія | Едвард Лукас, Моріс Глазмаан, Тарас Кузьо |
| Канада          | Діана Френсіс |
| Франція         | Фредерік Петі, Алла Поеді, Давид Піге, Ніколя Ліньоль, Ніколас Тенцер, Рафаель Глюксманн |
| Німеччина       | Сергій Сумленний, Андрій Трилер, Мовсун Гаджиєв, Павло Корчагін |
| Італія          | сенатори Джуліо Терці ді Сант'Агата, Джанні Вернетті |
| Японія          | члени Палати представників Японії: Йосуке Сузукі, Юічіро Вада, Ацуші Сузукі, Саюрі Камата. Також Йошіхіко Окабе, Йоко Хіросе, Казуро Окада, Казухіро Іто, Коекійо Такахаші, Хідетоші Іші, Томохіко Уяма, |

## Учасники Форуму - представники зацікавлених Держав та організацій[3][56][57][58]
| Держава                  | Учасники |
| ------------------------ | --- |
| Польща                   | Анна Фотига / MEP, Косма Злотовський/ MEP, Kaцпер Плажинський, Марек Корнат, Маріуш Піліс, Кшиштоф Сковронський, Пшемислав Журавський-Граєвський, Марія Пшеломець, Марцін Єжевський |
| Україна                  | Олег Магалецький, Тарас Стецьків, Павло Клімкін, Олег Дунда / нар.деп. IX скликання., Олег Медуниця / нар.деп.VII та VIII скликання / ОУН(р), Ганна Гопко нар.деп. VIII скликання, Павло Жовніренко, Людмила Буймістер / нар.деп. IX скликання, Олексій Гончаренко / нар.деп. VIII та IX скликань, Ярослав Юрчишин / нар.деп. IX скликання, Таміла Ташева, Сергій Квіт, Уляна Супрун, Євген Магда, Олег Вітвіцький, Віктор Рог, Роман Шеремета, Олександр Набока, Яна Руденко, Максим Баришников, Марина Карлевіц, Варвара Шмигальова, Ганна Абакумова, Ерфан Кудусов, Віктор Шлинчак, Марія Гук, Тарас Бик |
| Литва                    | Андрюс Тучкус, Андріус Алманіс, Еугяніюс Ґянтвілас, Раса Юкнявічене |
| Латвія                   | Робертс Зіле / MEP |
| Естонія                  | Ейно Рантанен, Рональд Юдін, Олівер Лооде |
| Сербія                   | Чедомир Стойкович |
| Словаччина               | Олександр Сотник, Юрай Месік |
| Фінляндія                | Лінус Лінсен |
| Норвегія                 | Йорн Сунд-Генріксен |
| Швеція                   | Андерс Ослунд, Слава Ліндел |
| Данія                    | Міккель Гудсое |
| Нідерланди               | Марійн Маркус |
| Австрія                  | Гюнтер Фелінгер, Райнхард Клоучек |
| Іспанія                  | Карлос Уріарте Санчес |
| Грузія/Сакартвело:       | Ніно Накашидзе, Ніколоз Гварамія |
| Туреччина                | д-р Хусейн Ойлупінар, д-р Джеміль Керімоглу |
| Казахстан                | Айнаш Мустояпова, Ержан Тургумбай |
| Східний Туркестан        | Мемет Літіп |
| Рух визволення Комланд   | Ціон Цунг |
| Рух визволення Кантонії  | Джаспер |
| Рух визволення Манчжурії | Таша Баїн |
| Монголія                 | Дархад Хашулуу |
| Індія                    | д-р Джаганнат П. Панда |

## Критика та реакція представників влади Росії
24 липня 2022 — На сайті «СВТВ», видання московського політика Михаїла Свєтова (активіста Навального Алєксея) з'явилося повідомлення про «Агенты госбезопасности собрали в Праге форум, чтобы напомнить, что если не Путин — то гражданская война»
25 липня 2022 — Рамзан Кадиров висміяв Форум Вільних Націй Росії, що проходив у Празі. Він подякував «псевдолібералам» за підтвердження слів російського керівництва про спроби розвалу країни.
3 серпня 2022 — Московський політик Алєксандр Кинєв (Александр Кынев) пише, що форум проводили «певні сили за кордоном, які погано розуміють настрої всередині країни, які не враховують вкрай негативні спогади більшості її жителів» про розпаду СРСР, а своєю програмою створення національних держав на місці Росії зробили «подарунок російській пропаганді, яка вже періодично повторює, що вороги Росії хочуть її роздробити і знищити». Він також засудив саму ідею розпаду Росії, оскільки це, на його думку, призведе до «війн, територіальних суперечок і етнічних чисток».
15 листопада 2022 — керівник московського Центру вирішення соціальних конфліктів Олег Іванов закликав російські спецслужби «порушити кримінальні справи про державну зраду, оголосити зрадників у розшук і подати запити на їх екстрадицію до Інтерполу» учасники Форуму вільних народів Росії та З'їзду народних депутатів. Він також запропонував «згадати заповіді відомого радянського розвідника Павла Судоплатова», тобто вчиняти вбивства політемігрантів за кордоном.
9 грудня 2022 — Французька історикиня і соціолог Марлен Ларюель (молодший науковий співробітник Центру Росії/СНД Французького інституту міжнародних відносин. Після багаторічної участі у Валдайському клубі має певні промосковські/проімперські погляди) пише, що західним політикам не варто плутати заяви політичних емігрантів на зразок Форуму Вільних Народів Росії. з думками російських громадян.
3 лютого 2023 — Московський економіст і політолог Іноземцев Владислав (директор Московського центру дослідження постіндустріальних суспільств), який взяв участь  у 5-му форумі на запрошення організаторів з Європарламенту, вважає, що форум «існує лише завдяки українському лідерству». На його думку, може статися так, що прикордонні території — Чечня, Інгушетія чи Тува — відійдуть від Росії, але «в історії не було жодного випадку, щоб мононаціональна держава була розділені без окупації».
7 лютого 2023 — Московський політичний журналіст Федір Крашенинников  (автор московської ділової газети «Ведомости») цікавиться, яке відношення учасники форуму мають до російської опозиції
13 лютого 2023 — Московсько-американський історик і політолог Олександр Мотиль задається питанням, «кого представляють учасники форуму», а також пише, що «політемігранти в усьому світі мають довгу історію гучних заяв, які в кінцевому підсумку нікуди не ведуть». він зазначає, що в деяких випадках політичні емігранти дійсно отримували владу — наприклад, Хо Ши Мін, Махатма Ганді, — і тому «було б передчасно відкидати Форум як безглуздий конклав емігрантів».
17 березня 2023 — Генпрокуратура Росії визнала форум «небажаною організацією». За даними Генпрокуратури, «діяльність організації становить загрозу основам конституційного ладу та безпеки Російської Федерації», а її лідери «закликають до порушення територіальної цілісності Російської Федерації та виступають із сепаратистським націоналізмом». гасла"
17 березня 2023 — МЗС РФ висловило офіційний протест посольству Японії у зв'язку з проведенням у Токіо зустрічі «Форуму вільних народів пост-Росії». Москва вважає допомогу Форуму актом втручання у внутрішні справи Росії. У МЗС Росії нагадали, що учасники Форуму визнані в Росії екстремістами та іноземними агентами. «Така практика, здатна повністю знищити залишки нормальних відносин, демонтованих урядом Японії, повинна бути негайно припинена, а японські апологети терористичних ідей повинні понести заслужене покарання», — йдеться в ноті протесту, опублікованій на сайті МЗС РФ. Дипломатичне відомство попередило японських колег, що в разі повторення подібної «провокації» слід готуватися до «найчутливіших» кроків у відповідь з боку Кремля
15 грудня 2023 — Голова СК РФ Бастрикін Олександр доручив порушити кримінальну справу у зв'язку з висловлюваннями учасників антиросійських заходів у Німеччині та Італії. За даними відомства, в ефірі вийшов сюжет про заходи, що відбулися в Німеччині та Італії під назвою «Форум Вільних Народів Пост-росії»

## Соцмережі
- Facebook >>> https://www.facebook.com/postrussiaforum
- Instagram >>> https://www.instagram.com/forum_fnr/
- Youtube >>> https://www.youtube.com/channel/UC9GX7E1o69jz1QvO5QvbkZQ
- Twitter >>> https://twitter.com/freenationsrf
- LinkedIn >>> https://www.linkedin.com/company/postrussianations/
- Telegram >>> https://t.me/freenationsrussia